# Richard Yearwood
Richard Yearwood est un acteur anglo-canadien, né le 22 juin 1970 à Wellingborough, au Northamptonshire, Angleterre.

## Biographie
Il est connu pour avoir interprété la voix de Donkey Kong dans Donkey Kong Country et dans d'autres films.

## Filmographie

### Cinéma
- 1983 : Snow (Court-métrage)
- 1986 : Where's Pete (Court-métrage)
- 1993 : Blood Brothers : T-Bear
- 1995 : Intervention immédiate (No Contest) : Un jeune flic
- 1998 : Loin d'ici (Down in the Delta) : Marco
- 1998 : Sanctuary : Ritter Wells
- 1998 : Blind Faith : Un dur à cuir
- 2003 : Blizzard: Le renne magique du Père Noël : Lucius
- 2003 : Detention : Leon
- 2003 : Alien Tracker
- 2009 : Battlestar Galactica: The Plan : Marine
- 2013 : Percy Jackson: Sea of Monsters : Ganymede

### Télévision
- 1980, 1982 et 1984 : Le Vagabond (The Littlest Hobo) (série télévisée) : Danny McLean / Shawn Turner
- 1981 : Cagney et Lacey (série télévisée) : Randy
- 1986 : Unnatural Causes (Téléfilm) : Vincent
- 1987 : Dinosaucers (série télévisée) : Paul (Voix)
- 1988 : Chasing Rainbows (en) (Feuilleton TV) : Shoeshine Pete
- 1989 : Shining Time Station (série télévisée) : Un passager
- 1991 : Swamp Thing (série télévisée) : J.T.
- 1991 : Hammerman (série télévisée) : Voix
- 1993 : X_Rated (Téléfilm) : Wilson Carlisle
- 1993 : Nuit sauvage (Survive the Night) (Téléfilm) : Skinhead
- 1994 : Kung Fu, la légende continue (série télévisée) : Joshua
- 1996 : Un tandem de choc (Due South) (série télévisée) : Agent Spécial Bush
- 1997 : Elvis Meets Nixon (en) (Téléfilm) : Frère #1
- 1997 - 2000 : Donkey Kong Country (série télévisée) : Donkey Kong (Voix)
- 1998 : Les Repentis (série télévisée) : M.. Smith
- 1999 : Freak City (Téléfilm) : Aise Jefferson
- 1999 : Au-delà du réel : L'aventure continue (The Outer Limits) (série télévisée) : Lawrence
- 1999 : Le Dernier Combat (Dangerous Evidence: The Lori Jackson Story) (Téléfilm) : Cpl. Lindsey Scott
- 2000 : The City (série télévisée) : Homestyle
- 2000 : Enslavement: The True Story of Fanny Kemble (Téléfilm) : Habersham
- 2000 : Les épreuves de la vie (Songs in Ordinary Time) (Téléfilm) : Earlie Jones
- 2001 : Shotgun Love Dolls (Téléfilm) : Bosworth Yardly
- 2001 : Bojangles (Téléfilm) : Randy Benson
- 2001 : Tracker (série télévisée) : Nestov
- 2002 : Dérive fatale (Christmas Rush) (Téléfilm) : Kid Blast
- 2003 : Date with Design (série télévisée) : Host
- 2003 : La Reine des prédateurs (Webs) (Téléfilm) : Ray
- 2003 : Platinium (série télévisée) : Shorty Boy
- 2003 : Funky Cops (série télévisée) : Capt. Dobbs
- 2005 : Mayday (en) (Téléfilm) : Ensign Kyle Eggers
- 2006 - 2008 : Creepie (série télévisée) : Budge / Beauregard 'Budge Bently II / Zombie
- 2011 : XIII (série télévisée) : Wesley Haynes
- 2011 : Insecurity (série télévisée) : Benjamin N'udu